# Provincia di Pallasca
La provincia di Pallasca è una provincia del Perù, situata nella regione di Ancash.

## Geografia antropica

### Suddivisioni amministrative
È divisa in 11 distretti:
- Cabana
- Bolognesi
- Conchucos
- Huacaschuque
- Huandoval
- Lacabamba
- Llapo
- Pallasca
- Pampas
- Santa Rosa
- Tauca